# Morningwood
Morningwood var ett alternativt rockband från New York City i USA. De bildades 2001, då de slog igenom med sitt självbetitlade album som innehöll låtar så som "Nth Degree", "Jetsetter" och "Take Off Your Clothes".

## Historik
Projektet Morningwood startade när Pedro Yanowitz började prata med Chantal Claret under ett cocktailparty klockan fyra på morgonen. När partyt var slut hade Pedro övertalat Chantal att bli hans musikpartner. De kom på namnet under deras första telefonsamtal, innan de ens påbörjat något musikprojekt.
Morningwood släppte sitt första album Morningwood, 2001. Albumet producerades av Gil Norton, som även arbetat med Foo Fighters och Jimmy eat world. Albumet innehöll bland annat spåret "Nth Degree", som placerade sig på plats #30 på Billboards lista över alternativ rock

## Bandmedlemmar
Ordinarie medlemmar
- Chantal Claret – sång
- Peter Yanowitz – basgitarr, bakgrundssång
- Richard Steel – gitarr
- Japa Keenon O – trummor

Turnerande medlemmar
- Will Tendy – gitarr
- Jonathan Schmidt – trummor
- Jeremy Asbrock – gitarr

## Diskografi
Studioalbum
| År   | Titel            | Utgivare        |
| ---- | ---------------- | --------------- |
| 2006 | Morningwood      | Capitol Records |
| 2009 | Diamonds & Studs | VH1 Records     |

EP
- 2003 – It's Tits
- 2005 – Morningwood EP
- 2008 – Sugarbaby

Singlar
- 2005 – "New York Girls" / "Nü Rock"
- 2006 – "Jetsetter"
- 2006 – "Nth Degree"
- 2009 – "Best of Me"